# 東急マニ50形客車
東急マニ50形客車（とうきゅうマニ50がたきゃくしゃ）は2020年に運行を開始した東急電鉄の客車である。「THE ROYAL EXPRESS」用の電源車として使われている。

## 概要
伊豆急行2100系「THE ROYAL EXPRESS」を用いたツアー列車「THE ROYAL EXPRESS ～HOKKAIDO CRUISE TRAIN～」用の電源車として、リゾートエクスプレスゆう用の電源車であったマニ50 2186が2019年（令和元年）7月2日から3日にかけて東急長津田車両工場に回送され、同月3日に譲渡された。現車車体の表記番号はJR時代のままであるが、車籍上は「形式マニMN50形・車両番号マニMN50号」であり、大井町線所属とされた。通常は伊豆急行伊豆高原駅に隣接する車庫または留置線に常駐されている。

## 沿革
マニ50 2186はそれまでの荷物車を置き換えるために1980年に新潟鉄工所で製造された。しかし1986年に鉄道荷物輸送が廃止されたため本来の仕事を失い救援車として使用されるようになった。
その後リゾートエクスプレスゆうが水郡線など非電化区間直通運転時の電源車として、1991年に大宮工場で荷物室の半分をディーゼル発電機（三相交流270kVA/440V）を収容する機械室に改造され、機械室側は荷物扉を撤去して通風孔と採光窓を設けた。これにより、荷物室の荷重は8tに減少したが、車両記号の変更はなかった。空気ブレーキ↔︎電気指令式ブレーキの読み替え装置を搭載された。非電化区間では機関車の次位に本車を連結するため、連結器は電車・機関車のどちらとも連結できる双頭連結器に交換された。外部塗色は「ゆう」編成と同様の配色に変更された。鉄道ファンからは通称「ゆうマニ」と呼ばれていた。水郡線営業所に配置された。
リゾートエクスプレスゆう運転終了後は双頭連結器・電源供給設備・ブレーキ読み替え装置の機能を活用できることから、配給輸送や廃車回送など、電車編成を機関車で牽引する際の控車としても頻繁に使用されていたが、2018年7月26日に長野総合車両センターへ廃車回送され、一度除籍の上で留置されていた。
その後「THE ROYAL EXPRESS」を北海道で運行する際の電源車として、2019年7月3日に長津田に回送され、同日に東京急行電鉄へ譲渡された。長津田車両工場で改造を受けた後、伊豆高原車両区に回送され、そこで塗装を変更された。

## 構造

### 外装
電源車はメインカラーを「『THE ROYAL EXPRESS』のロイヤルブルーとディーゼル機関車のオレンジを粋につなぐ色」として、「白・ホワイト」にした塗装に変更された。

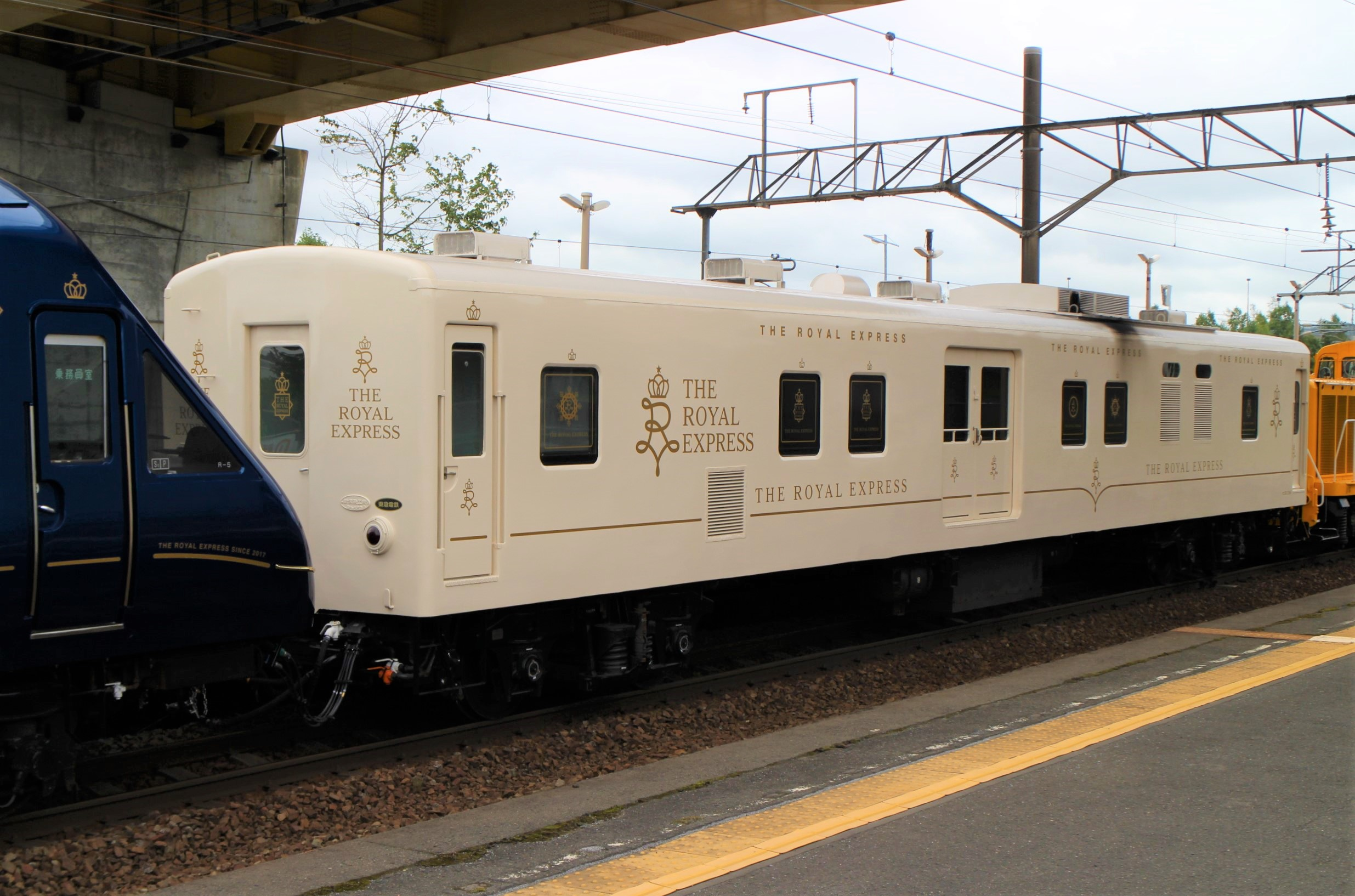
THE ROYAL EXPRESS 専用電源車に改造後

## 運用
北海道および四国でTHE ROYAL EXPRESSを運行する際の電源車として使用されている。2020年8月28日より北海道で運行を開始した。四国では2024年1月26日より運行を開始した。